# Luther Burrell
Pour les articles homonymes, voir Burrell.

a Compétitions nationales et continentales officielles uniquement.

b Matchs officiels uniquement.
Dernière mise à jour le 20 avril 2020.
Luther Davis Burrell, né le 6 décembre 1987 à Huddersfield (Angleterre), est un joueur international anglais de rugby à XV et à XIII aux Warrington Wolves, évoluant au poste de centre (1,91 m pour 106 kg). Il joue en Premiership au sein du club de Northampton depuis 2012, ainsi qu'en équipe d'Angleterre depuis 2014.

## Biographie
En mai 2016, il est convoqué pour disputer deux test-matchs avec les England Saxons les 10 et 17 juin 2016 contre l'équipe d'Afrique du Sud A de rugby à XV.

## Statistiques en équipe nationale
- 15 sélections (14 fois titulaire, 1 fois remplaçant)
- 20 points (4 essais)
- Sélections par année : 7 en 2014, 6 en 2015, 2 en 2016
- Tournois des Six Nations disputés : 2014, 2015